# Churches Conservation Trust

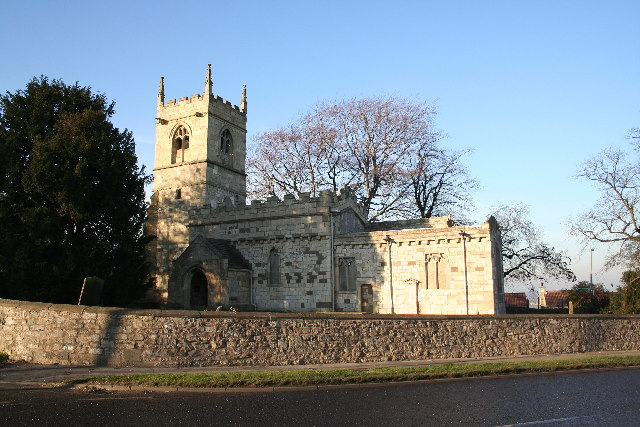
Die erste durch den Trust gerettete Kirche: St Peter’s (Edlington)

Der Churches Conservation Trust ist eine gemeinnützige Organisation in Großbritannien, die sich zur Aufgabe gemacht hat, historische Kirchengebäude, die nicht mehr durch die Kirche genutzt werden, zu bewahren.
Der Trust wurde 1969 als Redundant Churches Fund gegründet, gesetzliche Grundlage war die Pastoral Measure of 1968. Darin wurde die Aufgabe des Trust definiert als „Bewahrung von Kirchen, Teilen von Kirchen, sowie deren Ausstattung, soweit diese dem Fund übergeben werden, die von historischem oder archäologischen Interesse oder architektonischer Qualität sind, im Interesse der Nation und der Church of England“. Die Finanzierung geschieht durch das Department for Culture, Media and Sport und die Church Commissioners, wobei deren Förderung nicht ausreicht und zusätzliche Spenden aus anderen Quellen eingeworben werden müssen.
Heute (2013) betreut der Fund mehr als 340 Kirchen. Dabei steht zunächst die Bewahrung der Gebäude vor weiterem Verfall im Vordergrund. Die meisten Kirchen sind zwar ungenutzt, aber nicht entweiht und es finden gelegentliche Gottesdienste statt. Weitere Nutzungen sind Konzerte, Ausstellungen und Bildungsprojekte.
Jährlich werden die Kirchen des Trust von fast 2 Mio. Besuchern aufgesucht.